# SV Erkenschwick 1923
SV Erkenschwick 1923, pełna nazwa Schachverein Erkenschwick 1923 e.V. – niemiecki klub szachowy z siedzibą w Oer-Erkenschwick.

## Historia
Klub został założony w 1923 roku, pierwszym przewodniczącym został Carl Claus. Klub rozpoczął rywalizację od lokalnych rozgrywek ligowych, a w 1925 roku rozegrał towarzyski mecz z SV Dortmund 75. W 2011 roku zespół awansował do Oberligi. W sezonie 2013/2014 klub spadł z Oberligi, powrócił do niej na sezon 2018/2019, w którym również spadł. W 2021 roku SV Erkenschwick ponownie uzyskał awans do Oberligi. W 2024 roku klub zajął drugie miejsce w lidze, za Bochumer SV 02. W tym samym roku zespół zadebiutował w Pucharze Europy. Klub wygrał wówczas mecze z SV Paul Keres 2, Gambitem Skopje i Aarhus SK/Skolerne, a przegrał spotkania z Türk Hava Yolları SK, ŠK Dunajská Streda, Lunds ASK i FC St. Pauli i w klasyfikacji końcowej zajął 47. pozycję. W 2025 roku zespół awansował do 2. Bundesligi.
Zawodnikami klubu byli m.in. Dennis de Vreugt, Marc Erwich, Harmen Jonkman i Friso Nijboer.